# Vriesea leptantha
Vriesea leptantha là một loài thuộc chi Vriesea. Đây là loài đặc hữu của Brasil.